# Coupe de Suisse de football 2016-2017
Navigation
Édition précédente Édition suivante
La 92e coupe de Suisse a commencé le 10 août 2016 et se termine le 25 mai 2017.

## Clubs participants
64 équipes participent à la coupe de Suisse, dont les équipes de Super League (9 équipes, le FC Vaduz ne participant pas à la Coupe de Suisse), Challenge League (10 équipes), des équipes de Promotion League (9 équipes), 1re ligue (13 équipes), 2e ligue interrégionale (9 équipes), 2e ligue (13 équipes), et 3e ligue (1 équipe).
| Super League (9 clubs) | Challenge League (10 clubs) | Promotion League (9 clubs) | 1re ligue (13 clubs) | 2e ligue interrégionale (9 clubs)                                                                                           | Ligues inférieures (14 clubs) |
| --- | --- | --- | --- | --- | --- |
| - FC Bâle - GC Zurich - FC Lausanne-Sport - FC Lucerne - FC Lugano - FC Sion - FC Saint-Gall - FC Thoune - BSC Young Boys | - FC Aarau - FC Chiasso - FC Le Mont LS - Neuchâtel Xamax FCS - FC Schaffhouse - Servette FC - FC Wil 1900 - FC Winterthour - FC Wohlen - FC ZurichTT | - FC Breitenrain - SC Brühl Saint-Gall - SC Cham - FC Köniz - SC Kriens - FC La Chaux-de-Fonds - BSC Old Boys - FC Rapperswil-Jona - FC Tuggen | - FC Azzurri 90 LS - AC Bellinzone - FC Black Stars - Lancy FC - FC La Sarraz-Eclépens - FC Oberwallis Naters - FC Münsingen - FC Seefeld Zürich - FC Seuzach - FC Red Star Zürich - FC Stade Lausanne-Ouchy - Yverdon-Sport FC - FC Zug 94 | - SC Binningen - FC Conthey - FC Dulliken - FC Genolier-Begnins - FC Iliria - Meyrin FC - FC Moutier - FC Ticino - FC Uzwil | 2e Ligue - US Arbedo - FC Bazenheid - FC Bubendorf - FC Donneloye - FC Granges - FC Gunzwil - FC Klingnau - AS Calcio Kreuzlingen - CS Romontois - SC Veltheim - FC Vernier - FC Wabern - FC Zollbrück 3e Ligue - SV Rümlang |

TT = Tenant du titre

## Résultats

### Premier tour
| Équipe 1                | Résultat | Équipe 2            |
| ----------------------- | -------- | ------------------- |
| 10 août 2016            |          |                     |
| FC Bubendorf            | 1 - 2    | FC Zug 94           |
| 13 août 2016            |          |                     |
| FC Wabern               | 0 - 5    | SC Brühl Saint-Gall |
| SC Binningen            | 2 - 1    | FC Münsingen        |
| FC Seefeld Zürich       | 1 - 2    | FC Köniz            |
| FC Gunzwil              | 2 - 0    | FC Vernier          |
| FC Ticino               | 4 - 0    | FC Uzwil            |
| FC Granges              | 0 - 2    | FC Iliria           |
| SV Rümlang              | 2 - 5    | FC Seuzach          |
| FC Oberwallis Naters    | 1 - 4    | FC Lucerne          |
| Meyrin FC               | 1 - 3    | FC Wohlen           |
| Yverdon-Sport FC        | 1 - 4    | FC Winterthour      |
| CS Romontois            | 1 - 6    | FC Sion             |
| FC Klingnau             | 0 - 6    | FC Tuggen           |
| FC Conthey              | 1 - 4    | AC Bellinzone       |
| SC Veltheim             | 0 - 6    | BSC Young Boys      |
| FC Moutier              | 0 - 3    | FC Lugano           |
| FC La Chaux-de-Fonds    | 0 - 2    | FC ZurichTT         |
| US Arbedo               | 0 - 5    | Neuchâtel Xamax FCS |
| 14 août 2016            |          |                     |
| FC Dulliken             | 0 - 3    | FC Chiasso          |
| FC Zollbrück            | 0 - 5    | FC Aarau            |
| FC Breitenrain          | 3 - 1    | Servette FC         |
| BSC Old Boys            | 0 - 2 ap | GC Zurich           |
| FC Donneloye            | 0 - 14   | FC Le Mont LS       |
| AS Calcio Kreuzlingen   | 1 - 0    | SC Cham             |
| FC Genolier-Begnins     | 1 - 3    | FC Azzurri 90 LS    |
| FC Rapperswil-Jona      | 0 - 1    | FC Bâle             |
| FC La Sarraz-Eclépens   | 0 - 3    | FC Schaffhouse      |
| Lancy FC                | 1 - 2    | FC Lausanne-Sport   |
| FC Bazenheid            | 2 - 1    | FC Red Star Zürich  |
| FC Stade Lausanne-Ouchy | 4 - 2    | FC Wil 1900         |
| SC Kriens               | 2 - 1    | FC Thoune           |
| 15 août 2016            |          |                     |
| FC Black Stars          | 2 - 3    | FC Saint-Gall       |

TT = Tenant du titre

### Seizièmes de finale
| Équipe 1                | Résultat        | Équipe 2            |
| ----------------------- | --------------- | ------------------- |
| 16 septembre 2016       |                 |                     |
| FC Köniz                | 3 - 1           | FC Lausanne-Sport   |
| FC Breitenrain          | 0 - 1           | FC Aarau            |
| 17 septembre 2016       |                 |                     |
| FC Chiasso              | 1 - 0           | FC Wohlen           |
| FC Stade Lausanne-Ouchy | 0 - 3           | FC Winterthour      |
| SC Binningen            | 1 - 2           | SC Brühl Saint-Gall |
| FC Gunzwil              | 1 - 4           | FC Lugano           |
| AS Calcio Kreuzlingen   | 1 - 1 6 - 7 tab | FC Tuggen           |
| FC Azzurri 90 LS        | 2 - 3           | SC Kriens           |
| FC Ticino               | 0 - 3           | FC Lucerne          |
| FC Seuzach              | 1 - 4           | GC Zurich           |
| FC Le Mont LS           | 0 - 1           | FC Saint-Gall       |
| 18 septembre 2016       |                 |                     |
| FC Bazenheid            | 1 - 7           | BSC Young Boys      |
| FC Iliria               | 1 - 4           | FC Schaffhouse      |
| FC Zug 94               | 0 - 1           | FC Bâle             |
| AC Bellinzone           | 0 - 2           | FC ZurichTT         |
| Neuchâtel Xamax FCS     | 3 - 4           | FC Sion             |

TT = Tenant du titre

### Huitièmes de finale
| Équipe 1        | Résultat        | Équipe 2            |
| --------------- | --------------- | ------------------- |
| 26 octobre 2016 |                 |                     |
| FC Tuggen       | 1 - 4           | FC Bâle             |
| SC Kriens       | 5 - 3 ap        | SC Brühl Saint-Gall |
| FC Aarau        | 2 - 0           | FC Lugano           |
| FC Winterthour  | 2 - 1           | FC Chiasso          |
| BSC Young Boys  | 5 - 0           | GC Zurich           |
| 27 octobre 2016 |                 |                     |
| FC Köniz        | 1 - 1 4 - 5 tab | FC Lucerne          |
| FC ZurichTT     | 2 - 1           | FC Saint-Gall       |
| 2 novembre 2016 |                 |                     |
| FC Schaffhouse  | 2 - 5 ap        | FC Sion             |

TT = Tenant du titre

### Quarts de finale
| 1er mars 2017 | BSC Young Boys          | 2 - 2   | FC Winterthour          | Stade de Suisse, Berne |  |
| 19h30         | Hoarau 8e · Bertone 39e | (2 - 0) | Sutter 61e · Silvio 66e |                        |  |
| 19h30         | Rapport                 |         |                         |                        |  |
| 19h30         | Tirs au but 3 - 5       |         |                         |                        |  |

|       | FC Aarau | 3 - 5   | FC Lucerne | Stade du Brügglifeld, Aarau |  |
| 20h30 |          | (2 - 3) |            |                             |  |
| 20h30 | Rapport  |         |            |                             |  |

| 2 mars 2017 | FC Sion | 5 - 1   | SC Kriens | Stade de Tourbillon, Sion |  |
| 19h00       |         | (2 - 1) |           |                           |  |
| 19h00       | Rapport |         |           |                           |  |

|       | FC Bâle | 3 - 1   | FC Zurich TT | Parc Saint-Jacques, Bâle |  |
| 20h30 |         | (2 - 1) |              |                          |  |
| 20h30 | Rapport |         |              |                          |  |

### Demi-finales
| 5 avril 2017 | FC Winterthour | 1 - 3   | FC Bâle | Stade de la Schützenwiese, Winterthour |                          |
|              |                | (0 - 0) |         | Arbitrage : Sascha Amhof               | Arbitrage : Sascha Amhof |
|              | Rapport        |         |         | Arbitrage : Sascha Amhof               | Arbitrage : Sascha Amhof |

|                                                                    | FC Sion           | 0 - 0                                                                         | FC Lucerne | Stade de Tourbillon, Sion                       |
|                                                                    |                   |                                                                               |            | Spectateurs : 11 300 Arbitrage : Sandro Schärer |
|                                                                    | Rapport           |                                                                               |            |                                                 |
| Ziegler · Salatić · Konaté · Pa Modou · Carlitos · Zverotić · Adão | Tirs au but 6 - 5 | Kryeziu · Schneuwly · Affolter · Neumayr · Lustenberger · Voca · Nicolas Haas |            |                                                 |

### Finale
| 25 mai 2017 | FC Bâle                             | 3 - 0   | FC Sion | Stade de Genève, Carouge                                            |                                                                     |
| 16h00       | Delgado 47e · Traoré 62e · Lang 89e | (0 - 0) |         | Spectateurs : 26 500 Diffuseur : RTS 1 Arbitrage : Stephan Klossner | Spectateurs : 26 500 Diffuseur : RTS 1 Arbitrage : Stephan Klossner |
| 16h00       | Rapport                             |         |         | Spectateurs : 26 500 Diffuseur : RTS 1 Arbitrage : Stephan Klossner | Spectateurs : 26 500 Diffuseur : RTS 1 Arbitrage : Stephan Klossner |

## Synthèse

### Nombre d'équipes par division et par tour
| Ligue / Tour            | Premier tour | Seizièmes de finale | Huitièmes de finale | Quarts de finale | Demi-finales | Finale |
| ----------------------- | ------------ | ------------------- | ------------------- | ---------------- | ------------ | ------ |
| Super League            | 9            | 8                   | 7                   | 4                | 3            | 2      |
| Challenge League        | 10           | 8                   | 5                   | 3                | 1            | Aucun  |
| Promotion League        | 9            | 6                   | 4                   | 1                | Aucun        | Aucun  |
| 1re Ligue               | 13           | 5                   | Aucun               | Aucun            | Aucun        | Aucun  |
| 2e Ligue interrégionale | 9            | 3                   | Aucun               | Aucun            | Aucun        | Aucun  |
| 2e Ligue                | 13           | 3                   | Aucun               | Aucun            | Aucun        | Aucun  |
| 3e Ligue                | 1            | Aucun               | Aucun               | Aucun            | Aucun        | Aucun  |
| Total                   | 64           | 32                  | 16                  | 8                | 4            | 2      |

### Tableau final
| \| FC Aarau FC Lucerne FC Sion FC Bâle BSC Young Boys SC Kriens FC Winterthur FC Zürich \| Localisation des clubs qualifiés pour la phase finale. Quart de finalistes Demi-finalistes Finaliste Vainqueur |
| FC Aarau FC Lucerne FC Sion FC Bâle BSC Young Boys SC Kriens FC Winterthur FC Zürich |

|  | Quarts de finale     | Quarts de finale  | Quarts de finale    | Quarts de finale |                |                | Demi-finales  | Demi-finales  | Demi-finales  | Demi-finales  |  |  | Finale          | Finale          | Finale          | Finale          |
|  |                      |                   |                     |                  |                |                |               |               |               |               |  |  |                 |                 |                 |                 |
|  | Stade de Suisse      | Stade de Suisse   | Stade de Suisse     | Stade de Suisse  |                |                | Schützenwiese | Schützenwiese | Schützenwiese | Schützenwiese |  |  | Stade de Genève | Stade de Genève | Stade de Genève | Stade de Genève |
|  | Stade de Suisse      | Stade de Suisse   | Stade de Suisse     | Stade de Suisse  |                |                | Schützenwiese | Schützenwiese | Schützenwiese | Schützenwiese |  |  | Stade de Genève | Stade de Genève | Stade de Genève | Stade de Genève |
|  | BSC Young Boys       | BSC Young Boys    | 2 (3)               | 2 (3)            |                |                | Schützenwiese | Schützenwiese | Schützenwiese | Schützenwiese |  |  | Stade de Genève | Stade de Genève | Stade de Genève | Stade de Genève |
|  | BSC Young Boys       | BSC Young Boys    | 2 (3)               | 2 (3)            |                |                | Schützenwiese | Schützenwiese | Schützenwiese | Schützenwiese |  |  | Stade de Genève | Stade de Genève | Stade de Genève | Stade de Genève |
|  | FC Winterthour ap    | FC Winterthour ap | 2 (5)               | 2 (5)            |                |                | Schützenwiese | Schützenwiese | Schützenwiese | Schützenwiese |  |  | Stade de Genève | Stade de Genève | Stade de Genève | Stade de Genève |
|  | FC Winterthour ap    | FC Winterthour ap | 2 (5)               | 2 (5)            | FC Winterthour | FC Winterthour | 1             | 1             |               |               |  |  | Stade de Genève | Stade de Genève | Stade de Genève | Stade de Genève |
|  | Parc Saint-Jacques   |                   |                     |                  | FC Winterthour | FC Winterthour | 1             | 1             |               |               |  |  | Stade de Genève | Stade de Genève | Stade de Genève | Stade de Genève |
|  |                      |                   | FC Bâle             | FC Bâle          | 3              | 3              |               |               |               |               |  |  | Stade de Genève | Stade de Genève | Stade de Genève | Stade de Genève |
|  | FC Bâle              | FC Bâle           | FC Bâle             | FC Bâle          | 3              | 3              | 3             | 3             |               |               |  |  | Stade de Genève | Stade de Genève | Stade de Genève | Stade de Genève |
|  | FC Bâle              | FC Bâle           | Stade de Tourbillon |                  |                |                | 3             | 3             |               |               |  |  | Stade de Genève | Stade de Genève | Stade de Genève | Stade de Genève |
|  | FC Zürich TT         | FC Zürich TT      | 1                   | 1                |                |                |               |               |               |               |  |  | Stade de Genève | Stade de Genève | Stade de Genève | Stade de Genève |
|  | FC Zürich TT         | FC Zürich TT      | 1                   | 1                | FC Bâle        | FC Bâle        | 3             | 3             |               |               |  |  |                 |                 |                 |                 |
|  | Stade de Tourbillon  |                   |                     |                  | FC Bâle        | FC Bâle        | 3             | 3             |               |               |  |  |                 |                 |                 |                 |
|  |                      |                   | FC Sion             | FC Sion          | 0              | 0              |               |               |               |               |  |  |                 |                 |                 |                 |
|  | FC Sion              | FC Sion           | FC Sion             | FC Sion          | 0              | 0              | 5             | 5             |               |               |  |  |                 |                 |                 |                 |
|  | FC Sion              | FC Sion           |                     |                  |                |                |               |               |               |               |  |  |                 |                 |                 |                 |
|  | SC Kriens            | SC Kriens         | 1                   | 1                |                |                |               |               |               |               |  |  |                 |                 |                 |                 |
|  | SC Kriens            | SC Kriens         | 1                   | 1                | FC Sion ap     | FC Sion ap     | 0 (6)         | 0 (6)         |               |               |  |  |                 |                 |                 |                 |
|  | Stade du Brügglifeld |                   |                     |                  | FC Sion ap     | FC Sion ap     | 0 (6)         | 0 (6)         |               |               |  |  |                 |                 |                 |                 |
|  |                      |                   | FC Lucerne          | FC Lucerne       | 0 (5)          | 0 (5)          |               |               |               |               |  |  |                 |                 |                 |                 |
|  | FC Aarau             | FC Aarau          | FC Lucerne          | FC Lucerne       | 0 (5)          | 0 (5)          | 3             | 3             |               |               |  |  |                 |                 |                 |                 |
|  | FC Aarau             | FC Aarau          |                     |                  |                |                |               | 3             |               |               |  |  |                 |                 |                 |                 |
|  | FC Lucerne           | FC Lucerne        | 5                   | 5                |                |                |               |               |               |               |  |  |                 |                 |                 |                 |
|  | FC Lucerne           | FC Lucerne        | 5                   | 5                |                |                |               |               |               |               |  |  |                 |                 |                 |                 |
|  |                      |                   |                     |                  |                |                |               |               |               |               |  |  |                 |                 |                 |                 |

( ) = Tirs au but; ap = Après prolongation